# Flecha Roja (revista)
Flecha Roja fue una revista juvenil publicada por la valenciana Editorial Maga entre 1964 y 1965 y dirigida por Miguel Quesada. Contó con 65 ejemplares ordinarios amen de dos extraordinarios de vacaciones y de Navidad en 1965.

## Trayectoria editorial
En 1964, ante el declive del cuaderno de aventuras, Maga aceptó la propuesta de Miguel Quesada de publicar revistas juveniles al modo europeo ("Spirou", "Tintín" o "Eagle"). Lanzó así "Flecha Roja" y "Pantera Negra", cuyos respectivos primeros números aparecieron conjuntamente, al precio de uno solo. Cada ejemplar, incluía además cuatro cromos impresos en la contraportada.
Aparte de las historietas del personaje homónimo, incluía series de procedencia diversa:
| Aparición | Números  | Título                         | Título original           | Autoría                           | Tipo                     |
| --------- | -------- | ------------------------------ | ------------------------- | --------------------------------- | ------------------------ |
| 1964      | 1 a 65   | Flecha Roja                    |                           | Antonio Sánchez Aviá              |                          |
| 1964      | 1 a      | La cuadrilla terremoto         |                           | Manuel Gago                       |                          |
| 1964      | 7 a 16   | Hazañas de Mio Cid             |                           |                                   |                          |
| 1964      |          | Aquiles, el Griego             |                           | Eustaquio Segrelles               |                          |
| 1964      |          | Diego Martín, enviado especial |                           | Pedro Quesada/Eustaquio Segrelles |                          |
| 1964      | 8 al 22  | Sahib Tigre                    |                           | Eustaquio Segrelles               | Suplemento coleccionable |
| 1964      | 17 a     | Kas-Thor el Vikingo            | Henry Kenneth Blumer      | Don Lawrence                      |                          |
| 1964      |          | La Isla del Tesoro             | Juan Antonio de Laiglesia | Matías Alonso                     |                          |
|           |          | Las aventuras de Lina          |                           | Greg/Paul Cuvelier                | Tintín                   |
|           |          | Frazer de África               |                           | Frank Bellamy                     | Historieta británica     |
|           | 46 al 65 | El Gran Cazador                |                           | Leopoldo Ortiz, Gigarpe           | Suplemento coleccionable |
| 1964      |          | Diego Reyes                    |                           | Armando                           | Nueva                    |

En 1966, Maga decidió fusionarla con "Pantera Negra", además de incorporar el color en la mitad de sus páginas, con la intención de aumentar sus ventas, sólo para cerrarla un año después, con 95 números publicados, y centrarse en la producción de álbumes de cromos.